# Library class
Library class (česky knihovní třída, v anglické literatuře k nalezení také pod Utility) je název pro návrhový vzor, používaný při programování. Vzor využijeme jako schránku pro množinu statických metod.

## Účel
Účelem je zpřehlednění zdrojových kódů. Statické metody s určitým zaměřením seskupíme do jedné třídy. Tím je logicky vyčleníme na jedno společné místo, k němuž mohou programátoři přistupovat, aniž by metody hledali roztroušeny po několika třídách.

## Základní implementace
Tato třída nepotřebuje vytvářet vlastní instance (všechny její metody jsou statické). Tudíž tvorbu instancí zakážeme pomocí privátního konstruktoru a rovněž můžeme třídu definovat jako finální. Poté definujeme potřebné statické metody.
Typickým příkladem implementace vzoru je třída Math (např. java.lang.Math), kde se seskupují metody pro základní matematické operace.